# Werner Schwipps
Werner Schwipps (* 2. August 1925 in Haidemühl, Provinz Brandenburg; † 2001) war ein deutscher Sachbuchautor.

## Leben
Werner Schwipps besuchte die Lehrerbildungsanstalt in Cottbus und studierte nach 1945 Politische Wissenschaften und Geschichte an der Deutschen Hochschule für Politik in West-Berlin. Er arbeitete ab 1954 als Rundfunkredakteur beim Sender Freies Berlin und ab 1968 bei der Deutschen Welle in Köln. In späteren Jahren war Schwipps als freier Luftfahrtpublizist tätig. Er schrieb mehrere Bücher, die meisten über die frühe Luftfahrt. Schwipps war Mitglied des Fachbeirats Luft- und Raumfahrt des Deutschen Museums in München, Mitarbeiter der Fachgruppe Geschichte der Luft- und Raumfahrt der DGLR sowie des Arbeitskreises Lilienthal. Im Jahr 1993 schenkte Schwipps seine umfangreiche Sammlung über den Luftfahrtpionier Otto Lilienthal dem Deutschen Technikmuseum in Berlin.

## Werke
- Die Garnisonkirchen von Berlin und Potsdam. Werner Schwipps, Haude & Spener, Berlin 1964.
- Otto Lilienthals Flugversuche. Werner Schwipps, Haude u. Spener, Berlin 1966.
- Kleine Geschichte der deutschen Luftfahrt. Werner Schwipps, Haude & Spener, Berlin 1967.
- Wortschlacht im Äther. Der deutsche Auslandsrundfunk im Zweiten Weltkrieg. Geschichte des Kurzwellenrundfunks in Deutschland 1939–1945. Gerhart Goebel & Werner Schwipps, Haude & Spener, Berlin 1971.
- Lilienthal. Die Biographie Otto Lilienthals. Werner Schwipps, Arani, Berlin 1979, ISBN 3-7605-8545-0.
- Schwerer als Luft. Die Frühzeit der Flugtechnik in Deutschland. Werner Schwipps, Bernard & Graefe, Koblenz 1984, ISBN 3-7637-5280-3.
- Riesenzigarren und fliegende Kisten. Aus der Frühzeit der Luftfahrt in Berlin. Werner Schwipps, Nicolai, Berlin 1984, ISBN 3-87584-127-1.
- Otto Lilienthal und die Amerikaner. Werner Schwipps, Oldenbourg Wissenschaftsverlag 1985, ISBN 3-486-26441-9.
- Lilienthal und die Amerikaner – Beiträge zur Entwicklung der Flugtechnik. Werner Schwipps, Band 2, Hrsg. Deutsches Museum, R. Oldenbourg Vlg. München 1985, ISBN 3-486-26441-9.
- Lilienthal, Die Biographie des ersten Fliegers. Werner Schwipps, Arani, Berlin 1986, ISBN 3-925505-02-4.
- Der Mensch fliegt Lilienthals Flugversuche in historischen Aufnahmen. Werner Schwipps, Bernard & Graefe Verlag 1988, ISBN 3-7637-5838-0.
- Zwanzig Kapitel frühe Luftfahrt. Günther Schmitt und Werner Schwipps, Aviatic, Planegg 1990, ISBN 3-925505-11-3.
- Pioniere der frühen Luftfahrt. Günter Schmitt & Werner Schwipps, Gondrom, 1990, ISBN 3-8112-1189-7.
- Alois Wolfmüller: Erfinder und Flugtechniker. Werner Schwipps, Aviatic, Planegg 1991, ISBN 3-925505-16-4.
- Die Königl. Hof- und Garnisonskirche zu Potsdam. Werner Schwipps, Arani, Berlin 1991, ISBN 3-7605-8626-0.
- Warum es so schwierig ist, das Fliegen zu erfinden. Otto Lilienthals flugtechnische Korrespondenz. Werner Schwipps im Auftrag des Otto-Lilienthal-Museum Anklam 1993.
- Die deutsche Luftfahrt Sport und Reiseflugzeuge Leitlinien einer vielfältigen Entwicklung. Günter Brinkmann & Kyrill v. Gersdorff & Werner Schwipps, Bernard & Graefe, Koblenz 1995, ISBN 3-7637-6110-1.
- Die Königl. Hof- und Garnisonskirche zu Potsdam. Werner Schwipps, Arani, Berlin 1995 und 1999.
- Annäherungen an Jürgen Ulderup. Der Lebensweg eines deutschen Unternehmers. Werner Schwipps, Bramsche, Rasch 1997.
- Flugpionier Gustav Weißkopf. Legende und Wirklichkeit. Hans Holzer und Werner Schwipps, Aviatic Verlag, Oberhaching 2001.
- Garnisonkirche Potsdam. Werner Schwipps, Be.bra Verlag, Berlin 2001, ISBN 978-3-930863-86-0.